# Jan mladší ze Šternberka a Holešova
Jan mladší ze Šternberka a Holešova († 1544) byl český šlechtic z moravské větve rodu Šternberků, jíž byl posledním mužským členem.

## Život
Jeho otcem byl Albrecht starší ze Šternberka a Lukova. Jan mladší se poprvé v listinách uvádí roku 1516. Při bratrském rozdělení statků roku 1522 zůstal na Holešově, jeho bratr Jan starší ze Šternberka a Holešova přesídlil do Kvasic. 
Roku 1526 jako jeden z velitelů moravského vojska táhl Jan ml. do Uher, ale než tam stačil dorazit, odehrála se rozhodná bitva u Moháče. Jan mladší získal Břest, ovšem jen jako zástavní majetek, a na krátkou dobu též statek Rackovou. 
Jeho první manželkou byla Johanku ze Žerotína, které pojistil věno roku 1536, druhou ženou byla Markéta z Ludanic. 
Jan mladší zemřel roku 1544 a byl pohřben v Holešově.

## Potomstvo
- Jindřich - roku 1555 byl plnoletý, roku 1567 sepsal závěť a roku 1574 zemřel bez potomků. Jím vymřela po meči moravská větev Šternberků. Majetek odkázal svým sestrám, přes ně přešel do rukou jiným rodům.
- Ladislav - roku 1555 byl nezletilý, zemřel předčasně roku 1563 bez potomků
- Kateřina - 1. manžel Hynek z Ludanic, 2. manžel Bohuš Kokorský z Kokor, 3. manžel Jiří Zoubek ze Zdětína
- Anna - 1. manžel Jan z Ludanic, 2. manžel Jan Rozinovský z Rozinova
- Eliška - manžel Smil z Lomnice